# Fußballclub Hansa Rostock 2006-2007
Questa voce raccoglie le informazioni riguardanti il Fußballclub Hansa Rostock nelle competizioni ufficiali della stagione 2006-2007.

## Stagione
Nella stagione 2006-2007 l'Hansa Rostock, allenato da Frank Pagelsdorf, concluse il campionato di 2. Bundesliga al 2º posto e fu promosso in Bundesliga. In Coppa di Germania l'Hansa Rostock fu eliminato al primo turno dal Babelsberg.

## Rosa
| N. |                       | Ruolo | Calciatore       |
| -- | --------------------- | ----- | ---------------- |
| 1  | Germania (bandiera)   | P     | Mathias Schober  |
| 2  | Germania (bandiera)   | D     | Dexter Langen    |
| 3  | Germania (bandiera)   | D     | Martin Pohl      |
| 5  | Danimarca (bandiera)  | D     | Kim Madsen       |
| 6  | Germania (bandiera)   | C     | Maik Wagefeld    |
| 7  | Germania (bandiera)   | C     | René Rydlewicz   |
| 8  | Montenegro (bandiera) | C     | Đorđije Ćetković |
| 9  | Germania (bandiera)   | A     | Enrico Kern      |
| 10 | Germania (bandiera)   | C     | Kevin Hansen     |
| 11 | Germania (bandiera)   | A     | Sebastian Hähnge |
| 12 | Germania (bandiera)   | D     | Marc Stein       |
| 13 | Germania (bandiera)   | D     | Tim Sebastian    |
| 15 | Germania (bandiera)   | C     | Christian Rahn   |
| 16 | Germania (bandiera)   | C     | Felix Dojahn     |

| N. |                     | Ruolo | Calciatore                  |
| -- | ------------------- | ----- | --------------------------- |
| 17 | Germania (bandiera) | C     | Tobias Rathgeb              |
| 18 | Iran (bandiera)     | A     | Amir Shapourzadeh           |
| 20 | Francia (bandiera)  | A     | Régis Dorn                  |
| 21 | Germania (bandiera) | P     | Jörg Hahnel                 |
| 22 | Germania (bandiera) | C     | Stefan Beinlich             |
| 23 | Brasile (bandiera)  | D     | Diego Morais                |
| 24 | Germania (bandiera) | A     | Marcel von Walsleben-Schied |
| 28 | Brasile (bandiera)  | D     | Gledson                     |
| 29 | Germania (bandiera) | P     | Patric Klandt               |
| 31 | Germania (bandiera) | D     | Kai Bülow                   |
| 32 | Germania (bandiera) | D     | Dirk Jonelat                |
| 33 | Germania (bandiera) | C     | Michael Hartmann            |
| 34 | Germania (bandiera) | C     | Anton Müller                |
| 37 | Turchia (bandiera)  | C     | Zafer Yelen                 |

## Organigramma societario
Area tecnica
- Allenatore: Frank Pagelsdorf
- Allenatore in seconda: Timo Lange
- Preparatore dei portieri: Perry Bräutigam
- Preparatori atletici:

## Calciomercato

### Sessione estiva
| Acquisti | Acquisti         | Acquisti        | Acquisti |
| R.       | Nome             | da              | Modalità |
| -------- | ---------------- | --------------- | -------- |
| C        | Stefan Beinlich  | Amburgo         |          |
| P        | Jörg Hahnel      | Erzgebirge Aue  |          |
| A        | Sebastian Hähnge | Carl Zeiss Jena |          |
| P        | Patric Klandt    | Wehen Wiesbaden |          |
| D        | Dexter Langen    | Dinamo Dresda   |          |
| C        | Christian Rahn   | Colonia         |          |
| C        | Maik Wagefeld    | Dinamo Dresda   |          |

| Cessioni | Cessioni          | Cessioni       | Cessioni |
| R.       | Nome              | da             | Modalità |
| -------- | ----------------- | -------------- | -------- |
| A        | Clemens Lange     | St. Pauli      |          |
| D        | Denis Lapaczinski | Hoffenheim     |          |
| A        | Magnus Arvidsson  | Halmstad       |          |
| D        | Mišo Brečko       | Erzgebirge Aue |          |
| P        | Carsten Busch     | Babelsberg     |          |
| A        | Antonio Di Salvo  | Monaco 1860    |          |
| P        | Axel Keller       | Erzgebirge Aue |          |
| C        | Zsolt Löw         | Hoffenheim     |          |
| A        | Rade Prica        | Aalborg        |          |

### Sessione invernale
| Acquisti | Acquisti     | Acquisti          | Acquisti |
| R.       | Nome         | da                | Modalità |
| -------- | ------------ | ----------------- | -------- |
| A        | Régis Dorn   | Kickers Offenbach |          |
| D        | Diego Morais | Villa Rio         |          |

| Cessioni | Cessioni     | Cessioni     | Cessioni |
| R.       | Nome         | da           | Modalità |
| -------- | ------------ | ------------ | -------- |
| C        | Enrico Gaede | Siegen       |          |
| D        | Patrick Jahn | Greifswalder |          |

## Risultati

### 2. Bundesliga

#### Girone di andata
| Friburgo in Brisgovia 13 agosto 2006, ore 14:00 CEST 1ª giornata | Friburgo | 0 – 0 referto | Hansa Rostock | Badenova-Stadion (15 000 spett.)\| Arbitro: \| Perl \| |
| Arbitro:                                                         | Perl     |               |               |                                                        |

| Arbitro: | Seemann |

|         |           |  |
| Kern 5’ | Marcatori |  |

| Arbitro: | Schößling |

|               |           |                                      |
| Mijatović 37’ | Marcatori | 5’ Kern 48’ Gledson 67’ Shapourzadeh |

| Arbitro: | Stark |

|                          |           |  |
| Kern 30’ Béda 75’ (aut.) | Marcatori |  |

| Arbitro: | Fischer |

|                  |           |                          |
| Benschneider 70’ | Marcatori | 84’ von Walsleben-Schied |

| Arbitro: | Rafati |

|                 |           |  |
| Kern 76’ (rig.) | Marcatori |  |

| Arbitro: | Pickel |

|  |           |          |
|  | Marcatori | 75’ Kern |

| Arbitro: | Sahler |

|                        |           |         |
| Stein 69’ Ćetković 77’ | Marcatori | 7’ Dorn |

| Arbitro: | Schmidt |

|                         |           |                     |
| Novakovič 13’ Chihi 57’ | Marcatori | 31’ Kern 85’ Hähnge |

| Arbitro: | Winkmann |

|               |           |           |
| Rydlewicz 73’ | Marcatori | 68’ Hasse |

| Arbitro: | Schalk |

|  |           |                          |
|  | Marcatori | 57’ Gledson 89’ Ćetković |

| Arbitro: | Kuhl |

|                                  |           |  |
| Rahn 7’, 54’ Kern 41’ Hähnge 88’ | Marcatori |  |

| Arbitro: | Kinhöfer |

|                                                |           |                                             |
| Kapllani 6’ Porcello 16’ Carnell 28’ Freis 63’ | Marcatori | 54’, 78’ Shapourzadeh 81’ Rahn 87’ Ćetković |

| Arbitro: | Frank |

|                     |           |  |
| Bülow 27’ Stein 56’ | Marcatori |  |

| Arbitro: | Lupp |

|  |           |                                |
|  | Marcatori | 55’ Kern 76’ Rahn 90’ Beinlich |

| Arbitro: | Weiner |

|                 |           |              |
| Kern 38’ (rig.) | Marcatori | 24’ Hoffmann |

| Unterhaching 15 dicembre 2006, ore 18:00 CET 17ª giornata | Unterhaching | 0 – 0 referto | Hansa Rostock | Generali Sportpark (3 700 spett.)\| Arbitro: \| Dingert \| |
| Arbitro:                                                  | Dingert      |               |               |                                                            |

#### Girone di ritorno
| Arbitro: | Meyer |

|  |           |               |
|  | Marcatori | 48’ Coulibaly |

| Arbitro: | Schmidt |

|                                     |           |  |
| Juskowiak 30’ Ehlers 78’ Klinka 82’ | Marcatori |  |

| Arbitro: | Walz |

|            |           |  |
| Hähnge 69’ | Marcatori |  |

| Arbitro: | Sippel |

|            |           |                 |
| Vignal 51’ | Marcatori | 45’ (rig.) Kern |

| Arbitro: | Henschel |

|                       |           |                             |
| Yelen 36’, 72’ (rig.) | Marcatori | 13’ Haas 31’ (rig.) Lawarée |

| Arbitro: | Stark |

|              |           |                            |
| Schlicke 19’ | Marcatori | 28’ Yelen 75’ Shapourzadeh |

| Rostock 4 marzo 2007, ore 14:00 CET 24ª giornata | Hansa Rostock  | 0 – 0 referto | Wacker Burghausen | Ostseestadion (16 000 spett.)\| Arbitro: \| Schempershauwe \| |
| Arbitro:                                         | Schempershauwe |               |                   |                                                               |

| Arbitro: | Pickel |

|                |           |          |
| Pospischil 18’ | Marcatori | 59’ Kern |

| Arbitro: | Gagelmann |

|             |           |               |
| Gledson 45’ | Marcatori | 19’ Novakovič |

| Arbitro: | Schalk |

|              |           |                          |
| Ashvetia 85’ | Marcatori | 36’ Gledson 86’ Ćetković |

| Arbitro: | Aytekin |

|                      |           |  |
| Ćetković 3’ Dorn 66’ | Marcatori |  |

| Arbitro: | Brych |

|              |           |              |
| Otacilio 56’ | Marcatori | 36’ Ćetković |

| Arbitro: | Meyer |

|           |           |                           |
| Yelen 61’ | Marcatori | 31’ Kapllani 66’ Eggimann |

| Essen 30 aprile 2007, ore 20:15 CEST 31ª giornata | Rot-Weiss Essen | 0 – 0 referto | Hansa Rostock | Georg-Melches-Stadion (16 200 spett.)\| Arbitro: \| Drees \| |
| Arbitro:                                          | Drees           |               |               |                                                              |

| Arbitro: | Fleischer |

|  |           |                              |
|  | Marcatori | 4’ Mavrič 70’ Rahn 74’ Džaka |

| Arbitro: | Seemann |

|            |           |                   |
| Göktan 78’ | Marcatori | 10’ Rahn 24’ Kern |

| Arbitro: | Kinhöfer |

|                                |           |              |
| Yelen 7’ Ćetković 17’ Rahn 85’ | Marcatori | 22’ Feldhahn |

### Coppa di Germania
| Arbitro: | Aytekin |

|                          |           |           |
| Mutschler 34’ Moritz 66’ | Marcatori | 69’ Yelen |

## Statistiche

### Statistiche di squadra
| Competizione      | Punti | In casa | In casa | In casa | In casa | In casa | In casa | In trasferta | In trasferta | In trasferta | In trasferta | In trasferta | In trasferta | Totale | Totale | Totale | Totale | Totale | Totale | DR  |
| Competizione      | Punti | G       | V       | N       | P       | Gf      | Gs      | G            | V            | N            | P            | Gf           | Gs           | G      | V      | N      | P      | Gf     | Gs     | DR  |
| ----------------- | ----- | ------- | ------- | ------- | ------- | ------- | ------- | ------------ | ------------ | ------------ | ------------ | ------------ | ------------ | ------ | ------ | ------ | ------ | ------ | ------ | --- |
| 2. Bundesliga     | 62    | 17      | 9       | 5       | 3       | 24      | 13      | 17           | 7            | 9            | 1            | 25           | 17           | 34     | 16     | 14     | 4      | 49     | 30     | +19 |
| Coppa di Germania | -     | 0       | 0       | 0       | 0       | 0       | 0       | 1            | 0            | 0            | 1            | 1            | 2            | 1      | 0      | 0      | 1      | 1      | 2      | -1  |
| Totale            | 62    | 17      | 9       | 5       | 3       | 24      | 13      | 18           | 7            | 9            | 2            | 26           | 19           | 35     | 16     | 14     | 5      | 50     | 32     | +18 |

### Andamento in campionato
| Giornata  | 1  | 2 | 3 | 4 | 5 | 6 | 7 | 8 | 9 | 10 | 11 | 12 | 13 | 14 | 15 | 16 | 17 | 18 | 19 | 20 | 21 | 22 | 23 | 24 | 25 | 26 | 27 | 28 | 29 | 30 | 31 | 32 | 33 | 34 |
| --------- | -- | - | - | - | - | - | - | - | - | -- | -- | -- | -- | -- | -- | -- | -- | -- | -- | -- | -- | -- | -- | -- | -- | -- | -- | -- | -- | -- | -- | -- | -- | -- |
| Luogo     | T  | C | T | C | T | C | T | C | T | C  | T  | C  | T  | C  | T  | C  | T  | C  | T  | C  | T  | C  | T  | C  | T  | C  | T  | C  | T  | C  | T  | C  | T  | C  |
| Risultato | N  | V | V | V | N | V | V | V | N | N  | V  | V  | N  | V  | V  | N  | N  | P  | P  | V  | N  | N  | V  | N  | N  | N  | V  | V  | N  | P  | N  | P  | V  | V  |
| Posizione | 10 | 5 | 4 | 2 | 3 | 2 | 1 | 1 | 2 | 2  | 2  | 2  | 2  | 2  | 1  | 1  | 2  | 2  | 2  | 2  | 3  | 3  | 2  | 2  | 2  | 2  | 2  | 2  | 2  | 2  | 2  | 2  | 2  | 2  |

Legenda:

Luogo: C = Casa; T = Trasferta. Risultato: V = Vittoria; N = Pareggio; P = Sconfitta.

### Statistiche dei giocatori
!! colspan="4" | Totale

| Giocatore               | 2. Bundesliga | 2. Bundesliga | 2. Bundesliga | 2. Bundesliga | Coppa di Germania S. Beinlich | Coppa di Germania S. Beinlich | Coppa di Germania S. Beinlich | Coppa di Germania S. Beinlich | 28       | 1    | 10          | 0          | 0 | 0 | 0 | 0 | 28 | 1 | 10 | 0 |
| Giocatore               | Presenze      | Reti          | Ammonizioni   | Espulsioni    | Presenze                      | Reti                          | Ammonizioni                   | Espulsioni                    | Presenze | Reti | Ammonizioni | Espulsioni |   |   |   |   |    |   |    |   |
| K. Bülow                | 24            | 1             | 2             | 1             | 1                             | 0                             | 0                             | 0                             | 25       | 1    | 2           | 1          |   |   |   |   |    |   |    |   |
| F. Dojahn               | 0             | 0             | 0             | 0             | 0                             | 0                             | 0                             | 0                             | 0        | 0    | 0           | 0          |   |   |   |   |    |   |    |   |
| R. Dorn                 | 11            | 1             | 1             | 0             | 0                             | 0                             | 0                             | 0                             | 11       | 1    | 1           | 0          |   |   |   |   |    |   |    |   |
| G. Gledson              | 31            | 4             | 5             | 0             | 1                             | 0                             | 0                             | 0                             | 32       | 4    | 5           | 0          |   |   |   |   |    |   |    |   |
| J. Hahnel               | 0             | 0             | 0             | 0             | 0                             | 0                             | 0                             | 0                             | 0        | 0    | 0           | 0          |   |   |   |   |    |   |    |   |
| K. Hansen               | 6             | 0             | 0             | 0             | 1                             | 0                             | 0                             | 0                             | 7        | 0    | 0           | 0          |   |   |   |   |    |   |    |   |
| M. Hartmann             | 2             | 0             | 0             | 0             | 0                             | 0                             | 0                             | 0                             | 2        | 0    | 0           | 0          |   |   |   |   |    |   |    |   |
| S. Hähnge               | 17            | 3             | 1             | 0             | 1                             | 0                             | 0                             | 0                             | 18       | 3    | 1           | 0          |   |   |   |   |    |   |    |   |
| D. Jonelat              | 0             | 0             | 0             | 0             | 0                             | 0                             | 0                             | 0                             | 0        | 0    | 0           | 0          |   |   |   |   |    |   |    |   |
| E. Kern                 | 33            | 12            | 9             | 0             | 1                             | 0                             | 0                             | 0                             | 34       | 12   | 9           | 0          |   |   |   |   |    |   |    |   |
| P. Klandt               | 0             | 0             | 0             | 0             | 0                             | 0                             | 0                             | 0                             | 0        | 0    | 0           | 0          |   |   |   |   |    |   |    |   |
| D. Langen               | 32            | 0             | 4             | 0             | 0                             | 0                             | 0                             | 0                             | 32       | 0    | 4           | 0          |   |   |   |   |    |   |    |   |
| K. Madsen               | 17            | 0             | 1             | 0             | 0                             | 0                             | 0                             | 0                             | 17       | 0    | 1           | 0          |   |   |   |   |    |   |    |   |
| D. Morais               | 3             | 0             | 0             | 0             | 0                             | 0                             | 0                             | 0                             | 3        | 0    | 0           | 0          |   |   |   |   |    |   |    |   |
| A. Müller               | 0             | 0             | 0             | 0             | 0                             | 0                             | 0                             | 0                             | 0        | 0    | 0           | 0          |   |   |   |   |    |   |    |   |
| M. Pohl                 | 0             | 0             | 0             | 0             | 0                             | 0                             | 0                             | 0                             | 0        | 0    | 0           | 0          |   |   |   |   |    |   |    |   |
| C. Rahn                 | 30            | 6             | 4             | 0             | 1                             | 0                             | 0                             | 0                             | 31       | 6    | 4           | 0          |   |   |   |   |    |   |    |   |
| T. Rathgeb              | 8             | 0             | 1             | 0             | 1                             | 0                             | 0                             | 0                             | 9        | 0    | 1           | 0          |   |   |   |   |    |   |    |   |
| R. Rydlewicz            | 19            | 1             | 5             | 0             | 1                             | 0                             | 1                             | 0                             | 20       | 1    | 6           | 0          |   |   |   |   |    |   |    |   |
| M. Schober              | 34            | 0             | 1             | 0             | 1                             | 0                             | 0                             | 0                             | 35       | 0    | 1           | 0          |   |   |   |   |    |   |    |   |
| T. Sebastian            | 29            | 0             | 5             | 1             | 1                             | 0                             | 0                             | 0                             | 30       | 0    | 5           | 1          |   |   |   |   |    |   |    |   |
| A. Shapourzadeh         | 27            | 4             | 4             | 0             | 1                             | 0                             | 1                             | 0                             | 28       | 4    | 5           | 0          |   |   |   |   |    |   |    |   |
| M. Stein                | 33            | 2             | 5             | 0             | 1                             | 0                             | 0                             | 0                             | 34       | 2    | 5           | 0          |   |   |   |   |    |   |    |   |
| M. Wagefeld             | 11            | 0             | 1             | 0             | 0                             | 0                             | 0                             | 0                             | 11       | 0    | 1           | 0          |   |   |   |   |    |   |    |   |
| Z. Yelen                | 26            | 5             | 3             | 0             | 1                             | 1                             | 0                             | 0                             | 27       | 6    | 3           | 0          |   |   |   |   |    |   |    |   |
| M. von Walsleben-Schied | 21            | 1             | 1             | 0             | 1                             | 0                             | 0                             | 0                             | 22       | 1    | 1           | 0          |   |   |   |   |    |   |    |   |
| Đ. Ćetković             | 29            | 7             | 2             | 0             | 0                             | 0                             | 0                             | 0                             | 29       | 7    | 2           | 0          |   |   |   |   |    |   |    |   |